# Francisco Vila
Francisco Javier Vila Errandonea (Vera de Bidasoa, 11 oktober 1975) is een Spaans wielrenner. Hij staat beter bekend onder zijn bijnaam Patxi Vila. Hij is een behoorlijk klimmer en moet meestal zijn kopman helpen in de bergen.
Vila boekte in zijn carrière als prof slechts één zege, de derde etappe van Parijs-Nice in 2006, waar hij in een 'sprint-à-deux' Floyd Landis versloeg. In het eindklassement werd hij uiteindelijk tweede, achter diezelfde Landis. Ook werd hij in mei 2006 nog tiende in het eindklassement van de Ronde van Italië.
In 2008 liet hij te hoge testosteronwaarden optekenen tijdens een dopingtest. Vila werd voor 18 maanden geschorst. In 2011 maakt hij zijn rentree in het peloton bij De Rosa-Ceramica Flaminia.

## Belangrijkste overwinningen en ereplaatsen
2006
- 3e etappe Parijs-Nice
- 2e plaats eindklassement Parijs-Nice
- 10e plaats eindklassement Ronde van Italië

## Resultaten in voornaamste wedstrijden
| Jaar | Ronde van Italië | Ronde van Frankrijk | Ronde van Spanje |
| ---- | ---------------- | ------------------- | ---------------- |
| 2002 |                  |                     |                  |
| 2003 | 44e              |                     | 52e              |
| 2004 | 22e              |                     |                  |
| 2005 | 22e              |                     | opgave           |
| 2006 | 10e              | 21e                 |                  |
| 2007 | 15e              | 29e                 |                  |
| 2008 |                  |                     |                  |
| 2009 |                  |                     |                  |
| 2010 |                  |                     |                  |
| 2011 |                  |                     |                  |
| 2012 |                  |                     |                  |

| Jaar | Milaan-San Remo | Amstel Gold Race | Luik-Bast.‑Luik | Ronde van Lombardije |
| ---- | --------------- | ---------------- | --------------- | -------------------- |
| 2002 |                 |                  |                 |                      |
| 2003 |                 |                  | 66e             | 51e                  |
| 2004 |                 |                  | 52e             | 24e                  |
| 2005 |                 | 62e              | 82e             |                      |
| 2006 |                 |                  |                 |                      |
| 2007 | 69e             |                  | 37e             |                      |
| 2008 | 63e             |                  |                 |                      |
| 2009 |                 |                  |                 |                      |
| 2010 |                 |                  |                 |                      |
| 2011 |                 |                  |                 |                      |
| 2012 | 46e             |                  |                 |                      |